# Ames (Oklahoma)
Pour les articles homonymes, voir Ames (homonymie).
Ames est une localité du comté de Major dans l'État de l'Oklahoma aux États-Unis.
Sa population était de 239 habitants en 2010.
Le cratère d'Ames se trouve à 3 km au sud.